# Gare de Montbrison
La gare de Montbrison est une gare ferroviaire française des lignes de Clermont-Ferrand à Saint-Just-sur-Loire et de Lyon-Saint-Paul à Montbrison, située sur le territoire des communes de Montbrison et de Savigneux, dans le département de la Loire, en région Auvergne-Rhône-Alpes.
C'est une gare de la Société nationale des chemins de fer français (SNCF), desservie par des trains du réseau TER Auvergne-Rhône-Alpes.

## Situation ferroviaire
Ancienne gare de bifurcation, elle est située au point kilométrique (PK) 111,584 de la ligne de Clermont-Ferrand à Saint-Just-sur-Loire et au PK 77,9 de la ligne de Lyon-Saint-Paul à Montbrison partiellement déclassée. Son altitude est de 392 m.

## Histoire
Le 12 juillet 1866, la ligne de Saint-Étienne à Andrézieux est prolongée jusqu'à Montbrison. La nouvelle gare n'est qu'un terminus provisoire, la ligne étant prolongée par étapes jusqu'à la gare de Clermont-Ferrand entre 1872 et 1877. Le 17 janvier 1876, elle est reliée à la gare de Lyon-Saint-Paul par la vallée de la Brévenne et l'Arbresle. La section Montbrison – Sain-Bel de la ligne Lyon – Montbrison a été fermée par section entre 1941 et 2019.

## Fréquentation
De 2015 à 2024, selon les estimations de la SNCF, la fréquentation annuelle de la gare s'élève aux nombres indiqués dans le tableau ci-dessous.
| Année     | 2015    | 2016    | 2017    | 2018    | 2019    | 2020   | 2021    | 2022    | 2023    | 2024    |
| --------- | ------- | ------- | ------- | ------- | ------- | ------ | ------- | ------- | ------- | ------- |
| Voyageurs | 160 660 | 136 029 | 157 039 | 136 654 | 148 530 | 84 454 | 104 065 | 143 348 | 145 354 | 153 176 |

## Service des voyageurs

### Accueil
Gare SNCF du réseau TER Auvergne-Rhône-Alpes, elle dispose d'un bâtiment voyageurs avec guichet ouvert tous les jours. Elle est équipée d'automates pour l'achat de titres de transport TER.

### Desserte

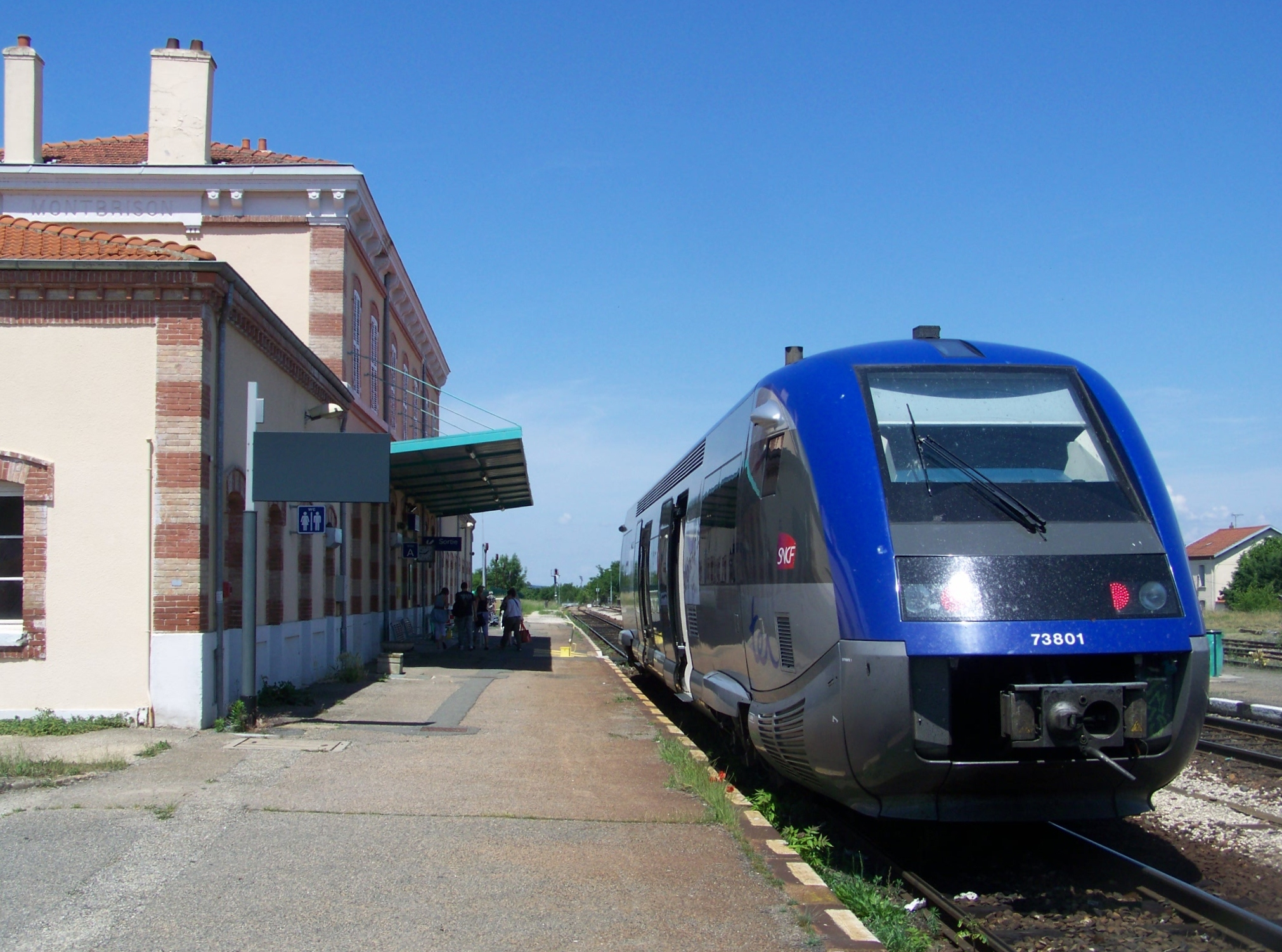
Un TER en gare.

La gare est desservie par les trains TER Auvergne-Rhône-Alpes en provenance de Saint-Étienne-Châteaucreux, la continuation vers Clermont-Ferrand, au-delà de Boën, se faisant par autocars.
 Elle a aussi 3 voies (voie A, voie B et voie C) mais la 3ème voie (la voie C) n’est pas utilisée.

### Intermodalité
Un parking et un parc à vélos sont aménagés à ses abords.

## Service des marchandises
La gare a été fermée au service des marchandises le 10 novembre 2006.